# Rorthes
Rorthes est une ancienne commune française d'Indre-et-Loire, annexée en 1822 à Épeigné-sur-Dême.

## Démographie
| 1793 | 1800 | 1806 | 1821 |
| ---- | ---- | ---- | ---- |
| 82   | 92   | 91   | 111  |